# Rinzi Lham
Rinzi Lham, född 10 oktober 1967, är en bhutanesisk bågskytt. Hon deltog vid olympiska sommarspelen 1984.